# 메죄코바치하저

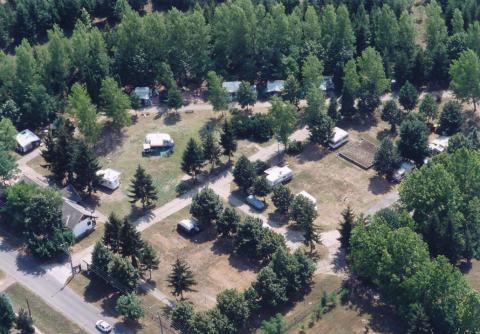
메죄코바치하저

메죄코바치하저(헝가리어: Mezőkovácsháza)는 헝가리 베케시주에 위치한 도시로 면적은 62.59km2, 인구는 6,141명(2015년 기준), 인구 밀도는 98명/km2이다. 메죄코바치하저구의 구청 소재지이기도 하다.

시기
시 문장